# Chrysobothris purpureovittata
Chrysobothris purpureovittata är en skalbaggsart som beskrevs av Horn 1886. Chrysobothris purpureovittata ingår i släktet Chrysobothris och familjen praktbaggar.

## Underarter
Arten delas in i följande underarter:
- C. p. purpureovittata
- C. p. cercocarpi